# Little Big
Little Big је руски рејв бенд основан у Санкт Петербургу 2013. године. Бенд чине Иља "Илич" Прусикин, Сергеј "Гок" Макаров, Соња Тајурскаја и Антон "Бу" Лисов. Група је објавила четири албума и девет синглова.

## Биографија
Бенд су основали Иља Прусикин и Алина Пјазок. Свој први јавни наступ имали су 2. јула 2013. у клубу А2, отварајући концерт за Die Antwoord.
Гостовали су у Европи, Русији и Северној Америци.
Литл Биг је постигао вирални успех објављивањем спота за „Skibidi“ 6. октобра 2018. године. На снимку се налази плес који је постао популаран када су други покушали да га имитирају у оквиру „Skibidi Challenge-а“.

Литл Биг је освојио прву награду у категорији Most Trashy на Berlin Music Video Awards 2018. године за свој музички спот 'Lolly Bomb'' , а за њихов музички спот ''Skibidi'' освојили су прво место у категорији Најбољи концепт у издање фестивала 2019. године.
У марту 2020. године, Литл Биг су најављени као руска пријава за Песму Евровизије 2020, где би извели песму „Uno“. У музичком споту за песму, објављеном у исто време, појављују се Јуриј Музиченко из групе The Hatters и Флорида Чантуриа из групе Лењинград, који су се обојица придружили бенду на бини током такмичења. Међутим, 18. марта 2020. догађај је отказан због пандемије КОВИД-19.
У октобру 2020. године, обрада групе Литл Биг „Gonna Make You Sweat (Everybody Dance Now)“ коришћена је и у трејлеру и у завршним шпицама филма Борат: Накнадни филм.
Литл Биг је 1. марта 2021. објавио на Инстаграму да је умрла једна од чланица групе Ана Каст.
Тим себе назива сатиричном уметничком сарадњом, која се ослања на музику, визуелне елементе и представу. Литл Биг исмева разне националне стереотипе  о Русији. Све видео снимке снима суоснивач Алина Пасок. Бенд снима и продуцира све своје музичке спотове.
На бенд су утицали различити музичари од Cannibal Corpse, НОФКС, Red Hot Chili Peppers, Рамштајна и The Prodigy до Моцарта и Вивалдија.

## Дискографија

### Студијски албуми
| Назив                 | Година |
| --------------------- | ------ |
| With Russia from Love | 2014   |
| Funeral Rave          | 2015   |
| Antipositive, Pt. 1   | 2018   |
| Antipositive, Pt. 2   | 2018   |

### Синглови
| Назив                       | Година |
| --------------------------- | ------ |
| "Everyday I'm Drinking"     | 2013   |
| "We Will Push a Button"     | 2013   |
| "Russian Hooligans"         | 2013   |
| "Life in Da Trash"          | 2013   |
| "With Russia From Love"     | 2014   |
| "Dead Unicorn"              | 2014   |
| "Kind Inside, Hard Outside" | 2015   |
| "Give Me Your Money"        | 2015   |
| "Big Dick"                  | 2016   |
| "U Can Take"                | 2017   |
| "Lolly Bomb"                | 2017   |
| "Слэмятся пацаны"           | 2018   |
| "Rave In Peace              | 2019   |
| "I'm OK"                    | 2019   |
| "Arriba"                    | 2019   |
| "Rock-Paper-Scissors"       | 2019   |
| "Uno"                       | 2020   |
| "Hypnodancer"               | 2020   |
| "Tacos"                     | 2020   |
| "Suck My Dick 2020"         | 2020   |
| "Sex Machine"               | 2021   |
| "Everybody"                 | 2021   |
| "Moustache"                 | 2021   |
| "Turn It Up"                | 2021   |
| "A Lot of Money"            | 2021   |